# 南海バス
南海バス株式会社（なんかいバス）は、南海電気鉄道自動車部より2001年10月に南海電気鉄道の100%子会社として分離し、発足したバス会社。南海グループに属する。

## 概要
営業エリアは大阪府南部で路線バス、特定輸送事業を担う。路線バスは主に大和川以南の南海電鉄、阪堺電気軌道、泉北高速鉄道、JR阪和線、Osaka Metro御堂筋線、近鉄南大阪線の沿線を走るが、Osaka Metro四つ橋線住之江公園駅への乗入れ路線もある。かつては内本町バスセンターや大阪市営地下鉄（当時）御堂筋線あびこ駅南にバスターミナルを設置し、当時あった金岡車庫から地下鉄あびこにも乗り入れていた。また、一部路線では深夜バスも運行していたが、2020年4月1日のダイヤ改正で廃止された。
なお、南海沿線でも大阪市の大部分は大阪シティバス、貝塚市は水鉄バス、北野田駅東部の一部区間は近鉄バスのエリアである。また、高石市では阪和線富木駅付近を通る路線はあるものの、高石市内には停留所はない。岬町の路線は同町が運行委託するコミュニティバス（当初は中日臨海バス、その後大新東、有田交通を経て現在は野鉄観光が受託）となり、南海バスは撤退している。
南海電鉄各線沿線、泉北高速鉄道沿線および阪和線沿線より高速バスを、河内長野駅、金剛駅、泉ヶ丘駅から関西国際空港への空港リムジンバスを運行する。また、大阪駅・難波駅より南海高野線沿線及び泉北高速鉄道沿線、中百舌鳥駅から泉北高速鉄道沿線への深夜急行バスも運行していたほか、深夜バス「関西空港 - 泉佐野駅・日根野線」の運行も行っていたが、2024年7月時点では長期運休中となっている。
子会社として南海ウイングバス（旧南海ウイングバス金岡を吸収合併）、関西空港交通がある。これ以外の和歌山県・徳島県内の南海グループのバス会社は南海電鉄の子会社であり、南海バスとは兄弟会社の関係である。
貸切バス部門は別途分社化して南海観光バスとなっていたが、2003年にクリスタル（現ラディアホールディングス・プレミア）に和歌山南海観光バスと共に売却され、クリスタル観光バスの大阪営業所となった。それも更に2007年には大阪バス（旧大阪西鉄観光バス）に買収され、近畿観光バスの大阪営業所になっている。なお、現在もNANKAIのロゴを付けて運行している観光バスが見られるが、それは熊野御坊南海バス の所属車である。
また2007年4月より、大阪市交通局→大阪シティバス井高野営業所の管理受託をしている。

## 沿革
南海バスの子会社である南海ウイングバス（旧南海ウイングバス金岡含む）、2003年にクリスタルに譲渡された南海観光バスについても触れる。
- 1928年7月1日：和泉自動車（現在の牛滝線などにあたる区間を運行）を南海鉄道が買収し、直営バス事業を開始。以後、沿線のバス会社を次々と買収[5]。
- 1938年4月1日：系列会社の堺乗合自動車を南海乗合自動車と改称し、同じく系列会社の楠公バス、岸和田南海乗合、昭和バスを統合[5]。
- 1938年10月1日：直営バス事業を南海乗合自動車へ移管[5]。
- 1941年12月1日：阪和電気鉄道買収により、同社のバス路線を南海乗合自動車が継承[6]。
- 1948年12月1日：南海電気鉄道が南海乗合自動車を合併。同社直営の南海電鉄バスとなる[5]。
- 1959年1月1日： 和歌山県高野町で濃霧のためバスが県道から転落する事故。高野山駅へ向かっていた初詣客など死者9人、重軽傷者38人[7]。
- 1961年11月：和歌山電気軌道買収により、同社の和歌山営業所を継承[5]。
- 1964年6月1日：東山営業所を開設[5]。
- 1969年6月27日：金岡営業所を開設[5]。
- 1970年7月21日：泉北営業所を開設[5]。
- 1971年4月：和歌山県内の貸切バス事業を同じく南海グループの白浜急行バスに移管[5]。
- 1973年4月20日：堺東営業所の河内長野出張所を拡張し、河内長野営業所として独立させる[5]。
- 1976年4月1日：橋本営業所、高野山営業所エリアを除く和歌山県の同社路線バスを和歌山バス（前年12月15日設立）に移管[5]。
- 1978年12月15日
  - 堺営業所を拡張し、堺東営業所を統合[5]。
  - 光明池営業所を新設。泉大津営業所は光明池営業所泉大津出張所となる[5]。
- 1979年6月3日：高野山営業所が橋本営業所を合併し、高野・橋本営業所となる[5]。
- 1980年4月1日：貸切バス事業を南海観光バス（同年2月12日設立）に移管[5]。
- 1981年7月1日：南海観光バス橋本営業所の貸切バスを南海タクシーに譲渡[8]。
- 1987年3月1日：南海シャトルバス[9]（現在の堺シャトルバス）を開業。関西の乗合バス初のプリペイドカードによる支払いシステムを導入していた[10]。
- 1987年11月1日：泉北コミュニティバスを開設[10]。
- 1988年4月1日：乗合バスの外装、内装デザインを一新。赤色とオレンジ色を基調に「N」のマークが入った塗装とする[10]。
- 1988年10月25日：初の高速バス（和歌山 - 渋谷）の運行を開始[10]。
- 1990年12月1日：深夜急行バス（難波→光明池車庫）の運行を開始[10]。
- 1993年4月1日：高野・橋本営業所を南海りんかんバス（前年11月2日設立）に移管[注釈 3][10]。
- 1993年5月28日：CI導入により、現在の白地に赤とオレンジのカーブラインを裾に描いたデザインの路線バス車両の運行を開始[10]。
- 1994年6月15日：関西空港島内での営業を開始[10]。
- 1994年6月17日：泉佐野営業所空港出張所を開設[10]。
- 1994年9月4日：空港リムジンバス「Sorae」の運行を開始[10]。
- 1996年6月1日：泉佐野営業所を移転し、泉南営業所に改称[11]。
- 1999年10月1日：南海ウイングバス金岡、南海ウイングバス南部（ともに同年4月14日設立）に一部路線を委託[11]。このころ、金岡営業所が金岡車庫となる（南海ウイングバス金岡と所在地が同じため）。
- 2000年9月1日：泉北営業所に「なんかいバスカード」を導入[11]。こののち、同社および南海ウイングバス2社エリア全域に導入される（一部路線を除く）。
- 2001年10月1日：南海バス（同年5月23日設立）に直営バス事業を移管。南海ウイングバス金岡、南海ウイングバス南部は南海バスの子会社となる[11]。なお、泉南営業所は南海ウイングバス南部本社営業所となっている。
- 2002年：空港出張所が空港営業所に格上げされる[12][13]。
- 2003年1月24日：南海観光バス、和歌山南海観光バスがクリスタルに譲渡され、クリスタル観光バスとなる[14]。
- 2003年ごろ：岸和田営業所を南海ウイングバス南部に移管[15][16]。
- 2013年9月1日：金岡車庫廃止。路線は堺営業所と東山営業所に引き継がれ、南海ウイングバス金岡は南海バス東山営業所に所在地を移す[17]。
- 2014-2016年：順次PiTaPaおよび交通系ICカード全国相互利用サービスに対応。
  - 2014年4月1日：堺営業所・東山営業所および南海ウイングバス金岡（第一次導入）[18][19]
  - 2015年4月1日：泉北営業所・光明池営業所・河内長野営業所（第二次導入）[20]
  - 2016年4月1日：空港営業所および南海ウイングバス南部運行路線（第三次導入）[21]
  - 2016年9月1日：空港リムジンバス「Sorae」[22]
- 2016年：空港営業所を関西空港島内に移転[23][24]。
- 2016年10月1日：南海バスグループ専用ICカード「なっち」を導入[25]。
- 2017年4月1日：ウェブサイト上で閲覧可能なバスロケーションシステムを導入[26]。これに伴い、鳳シャトル区間のバス停に備え付けられたバスロケーションシステムが停止される。
- 2020年3月1日：系統番号を一新[27]。
- 2020年4月1日：関西空港日根野線を除き深夜バスを廃止[4]。
- 2022年4月1日：南海ウイングバス南部が南海ウイングバス金岡を合併し、南海ウイングバスとなる[28]。
- 2022年：南海電鉄の完全子会社であった関西空港交通を、南海バスの子会社とする[29]。
- 2023年3月1日：1997年1月以来26年ぶり（消費税率引き上げによる値上げを除く）に南海ウイングバスの運賃を改定[30]。
- 2024年7月1日：1997年1月以来27年ぶり（消費税率引き上げによる値上げを除く）に南海バスの運賃を改定。すべての磁気券の発売を中止（利用は2025年3月31日まで可能）[31]。

## 営業所
- 堺営業所
  - 所在地 - 大阪府堺市堺区戎島町4丁1番地（最寄停留所 堺駅前、堺駅西口、堺駅南口、戎島）
  - 担当路線
    - 堺・大小路線（堺シャトルバス）、北循環線、南循環線、堺匠町線、住之江匠町線、急行海浜匠町線、堺東住之江線、Jグリーン堺線、臨港6区線、布忍線、堺東・鳳線、新金岡団地線、河内天美線、野遠・北野田線（堺駅南口 - 新金岡駅前・阪和堺市駅前）、金岡線、初芝線、北花田線、堺南港線、急行美原線、南港USJ線、高速バス各線、深夜急行線
- 東山営業所 - 南海ウイングバス金岡支社に管理委託
  - 所在地 - 堺市中区東山803番地（最寄停留所 東山車庫前）
  - 担当路線
    - 田園線、堺東・泉ヶ丘線、北野田・鳳線、津久野線、堺東・鳳西町線、東山・泉ヶ丘線、野遠・北野田線（新金岡駅前 - 北野田駅前）、北野田線、中もず・平尾線、美原・金岡線、美原・初芝線、北野田・多治井線（※近鉄バス松原営業所と共同運行）、堺市立総合医療センター、大阪初芝学園スクールバス(大阪初芝学園狭山学舎)
- 泉北営業所
  - 所在地 - 堺市南区桃山台一丁23番2号（最寄停留所 桃山台口）
  - 担当路線
    - 泉北泉ヶ丘地区線、畑・鉢ヶ峯線、狭山ニュータウン線、金剛団地線、金剛東団地線、泉北栂地区線、泉ヶ丘・ハーベストの丘線

以上、堺ナンバー。2006年10月6日以前の登録は和泉ナンバー。
- 光明池営業所
  - 所在地 - 和泉市光明台一丁目39番地 （最寄停留所 光明池車庫）
  - 担当路線
    - テクノステージ線、和泉中央線、緑ヶ丘団地線、美木多線、堺東・光明池線、泉北光明池地区線、泉大津光明池線、父鬼線、春木川線、鶴山台団地線、はつが野線、桃山学院大学線、急行海浜匠町線（瓦町公園前 - 海浜匠町）、エアポートリムジン（泉北・河内長野空港線）
- 河内長野営業所
  - 所在地 - 河内長野市錦町25番10号 （最寄停留所 長野車庫）
  - 担当路線
    - 天野山線、高向線、小深線、小吹台団地線、小山田線、河内長野庁舎線、緑ヶ丘線、荘園町線、千代田線、河内長野・泉ヶ丘線、河内長野・狭山ニュータウン線、南青葉台線、岩湧線、清見台団地線、南花台・南ヶ丘線、南花台・大矢船西町線、加塩・南ヶ丘線、加塩・大矢船西町線、加塩・南花台循環、美加の台団地線、PL病院線
- 空港営業所- 関西空港交通に管理委託
  - 所在地 - 泉佐野市泉州空港北1番地
  - 担当路線
    - 国際貨物地区線（終夜運転）、国内貨物地区線、ポートターミナル線、第2旅客ターミナル線（終夜運転）、エアポートリムジン（泉北・河内長野空港線、徳島空港線、高松空港線、姫路空港線、岡山空港線）、深夜バス「関西空港 - 泉佐野駅・日根野線」、関西空港内ランプバス。

以上、和泉ナンバー
- 井高野営業所（大阪シティバス井高野営業所）
  - 所在地： 大阪市東淀川区井高野四丁目3番59号
  - 大阪シティバスの受託運行を担当。
  - 南海バス登録車両はない。

### 廃止営業所
- 堺営業所金岡車庫 - 南海ウイングバス金岡に管理委託。2013年8月31日をもって廃止。堺ナンバー。
  - 所在地 - 堺市北区新金岡町五丁1番3号（最寄停留所 北区役所前・地下鉄新金岡駅前）
  - 担当路線
    - 布忍線、新金岡団地線、河内天美線、金岡線、野遠・北野田線、初芝線、北花田線、美原・金岡線、美原・初芝線

### 案内所など
- 堺東駅前案内所
- 南海なんば高速バスセンター（スイスホテル南海大阪5F）

## 路線

### 一般路線
運行路線については、#営業所を参照。
一般路線バスの運行状況については、2017年4月1日から株式会社リオス製のバスロケーションシステム が導入され、スマートフォンのアプリ（2017年8月31日から）やパソコンで運行状況や現在の車両の位置を知ることができるようになった。当初は南海バスおよび南海ウイングバス金岡のみの対応であったが、同年12月1日から南海ウイングバス南部にも導入された。
系統番号は1990年代に全路線で付与されたが、2020年3月1日から系統番号に関する国土交通省のガイドラインに基づき、系統番号を一新。これに伴い、東山営業所 → 100+既存番号、泉北営業所 → 200+既存番号、光明池営業所 → 300+既存番号、河内長野営業所 → 400+既存番号、空港営業所 → 500+既存番号、南海ウイングバスの岸和田エリア → 600+既存番号、同泉南エリア → 700+既存番号に変更された（堺営業所は基本変わらず）。なお付番原則として途中折り返しを「C」、区間延長を「L」、経由地違いを「V」の記号を併記する。

#### 運賃・乗車券類
一般バス路線での運賃の支払いは現金のほか、磁気式プリペイドカードや交通系ICカードの利用が可能である。
磁気式プリペイドカードについては、自社およびウイングバス各社専用のなんかいバスカードが発行されていたが、2016年10月末日をもって企画乗車券カード・特定路線用回数券カード・小児運賃用キッズカード以外のバスカードの販売を、2024年6月30日をもって企画乗車券カード・特定路線用回数券カード・小児運賃用キッズカードの販売を終了した（販売終了前に購入したバスカードは2025年3月31日まで利用可能）。なお、2018年1月31日まではスルッとKANSAI対応カードの利用ができた。
交通系ICカードについては、2013年度から2015年度の3年間でPiTaPaを導入した。
- 2014年4月1日：堺営業所・東山営業所および南海ウイングバス金岡（第一次導入）[18][19]
- 2015年4月1日：泉北営業所・光明池営業所・河内長野営業所（第二次導入）[20]
- 2016年4月1日：空港営業所および南海ウイングバス南部運行路線（第三次導入）[21]

導入にあわせて、他の主要な交通系ICカードの全国相互利用サービスにも対応した。また、阪堺電気軌道との間でICカード利用による乗継ぎ割引を実施していたが、2023年10月31日をもって終了した。
また2016年10月1日より、前記なんかいバスカードの代替として、自社（および南海ウイングバス南部、南海ウイングバス金岡）専用のIC乗車カード「なっち」を導入した。
ただし、PiTaPaを利用して身体障害者・療育手帳での割引を受けることは、原則できない。
また2021年7月19日より、ジョルダンのアプリ上でモバイルチケットを発売している。
2024年9月6日に「なっち」の取り扱い終了がインフォメーションされ、新規発売とチャージは2025年3月31日をもって終了し、カードの利用は2025年8月31日で終了する。

#### 過去の主な路線
複数の営業所のエリアに跨っていた路線を中心に記載する。
- 国道線
  - 内本町二丁目 - 新和歌浦（1965年時点[40]）
    - 当時の国道26号（現・大阪府道204号堺阪南線）を主な経路としていた路線。戦前より存在しており、1938年3月の時点で直営・傍系を合わせると花田口 - 佐野間に路線を持っていた[41]。その後の延伸により1952年6月25日に和歌山市に乗り入れ、1953年8月1日に内本町二丁目（内本町バスセンター）に乗り入れたが、1970年7月に堺駅前 - 泉佐野駅前に短縮、1973年2月18日に泉大津駅前 - 泉佐野駅前に短縮され、1980年5月に廃止された[5]。
- 和歌山京都線
  - 新和歌浦 - 京阪三条南口（1965年時点[40]）
    - 京阪自動車との協定により、1963年7月9日より運行を開始したが、1966年7月1日に休止し、1967年9月に廃止された[5]。
- 国道山手線
  - なんば駅前 - 堺東駅前 - 岸和田駅前（1965年時点[40]）
    - 堺東駅前 - 岸和田駅前間では大阪府道30号大阪和泉泉南線を経路としていたとみられる。のちに堺東駅前 - 和泉上町（堺東・和泉上町線）、和泉上町 - 和泉市役所前 - 東岸和田 - 岸和田駅前（路線名不明）の2系統に分断された。
    - 堺東・和泉上町線は1987年3月1日に廃止された[42]。現在、堺東駅前 - 上北間は堺東・光明池線308系統など複数の系統が、上北 - 富木間は鳳・北野田線170系統が経由している。
    - 和泉上町 - 和泉市役所前 - 東岸和田 - 岸和田駅前の系統は1985年以前に廃止され、鶴山台団地線の一部として和泉上町 - 和泉府中車庫前の区間のみが残った[5]。その後、和泉上町停留所の廃止と和泉府中駅前への乗り入れにより、現在は北信太駅前 - 和泉府中駅前の区間が鶴山台団地線361系統として運行されている。
- 堺あびこ線
  - 金岡車庫 - 北花田 - 地下鉄あびこ[5]
    - 1976年12月30日運行開始。大阪市営地下鉄御堂筋線が中百舌鳥駅へ延伸した翌日の1987年4月19日に廃止された。大阪市内と堺市を結ぶ路線として運行されていた。運賃は地下鉄あびこ - 吾彦大橋 - 常磐町までが特定運賃であった。かつてバスターミナルのあった場所は現在「南海我孫子ビル」が建っている。
- USJ直通バス（なんば、堺、泉北から運行）
  - なんばルート：なんば高速バスターミナル - ユニバーサル・スタジオ・ジャパン：2003年9月1日廃止[43]。
  - 堺ルート：2002年3月20日休止[43]。
  - 泉北ルート：和泉中央駅 - 光明池駅 - 栂・美木多駅 - 泉ヶ丘駅 - ユニバーサル・スタジオ・ジャパン：2003年3月20日休止[43]。
  - 関空ルート：関西空港旅客ターミナル - ユニバーサル・スタジオ・ジャパン：2003年9月1日よりリムジンバス南港線と統合。

### 高速バス路線
高速路線は、一部の時刻表や案内においてサザンクロス号、あるいはサザンクロスという愛称で案内されている。車体にもSOUTHERN CROSS のロゴが記載されている。関西地区では阪神バスが運行する「サラダエクスプレス」等事業者で愛称を統一するケースが多く、共同運行の殆どの路線は共同運行相手と異なる愛称を名乗ったり愛称がない路線も存在する。
首都圏を中心とした東日本への夜行高速バスが多い一方、西日本へのバスや昼行高速バスは他路線の撤退・廃止により大阪 - 鳴門・徳島線のみとなっている。大阪側では、南海なんば高速バスターミナル、湊町バスターミナル(OCAT)のほか、京都市と京都南部からの利用客を取り込む目的で、「高速京田辺」、「京都駅八条口」（南海バスの高速バスは京都府内においてはこの2停留所を拠点としている）、さらに2012年7月から順次「大阪駅前（桜橋口JR線高架下）」 へ立ち寄るようになっている。堺駅前を経由しない便であっても堺営業所へ回送で出入りしている。
以下、路線名は南海バス公式サイトの時刻表の表示に準拠する。〔 〕内は共同運行会社。

#### 夜行高速バス
以下の特徴を持つ。
- なんば地区では往路・復路ともまず湊町バスターミナル(OCAT)に停車し、その後南海なんば高速バスターミナル（南海難波駅の真上）に停車する。
- 堺発着便は堺市駅が起・終点となり、堺東駅・堺駅にも停車する。
- 京都駅を経由する便については、運行には参加していない京阪バスの高速バスホームページにも路線案内等が掲載されている[44]。

以下の4路線を開設している。うち2025年1月現在で運行しているのは3路線である。
- 鎌倉線（なんば・大阪駅・京田辺・京都駅 - 小田原・藤沢・鎌倉・横須賀・戸塚）〔和歌山バス〕
  - 2020年3月31日まで江ノ電バスと共同運行していたが、同社の撤退により和歌山バスとの共同運行に変更した。
- 長野線（神戸三宮・USJ・なんば・大阪駅・京都駅 - 長野・須坂・信州中野・湯田中・飯山・野沢温泉）〔長電バス〕
  - 野沢温泉発はなんば出発後は神戸三宮を経由してUSJに向かう。
- 長岡線（堺・なんば・大阪駅・京田辺・京都駅 - 柏崎・長岡・三条）〔越後交通〕

以下の路線も運行していたが、2025年1月現在は長期運休中となっている。
- 立川線（神戸三宮・なんば・京田辺・京都駅 - 橋本・昭島・立川・玉川上水）
  - 元々この路線は南海が従来から堺・大阪・京都 - 立川線として運行していたが、2010年5月に山陽バスとシティバス立川との共同運行路線であった神戸 - 立川線と統合する形でこの時期に撤退したシティバス立川に代わる形で運行に参入することになったが（立川側の運行支援はシティバス立川が行うが、予約並びに乗車券発売の取り扱いはしない）、2023年12月4日付けで山陽バスが撤退し、現在は単独運行となっている[45]。路線愛称は特に用いていない（この路線では「サザンクロス号」とは称していない）。かつて運行していたシティバス立川では「シャルム号」、山陽バスでは「レッツ号」という名称を用いていた。

#### 昼行高速バス
- 大阪 - 鳴門・徳島 〔阪急バス、阪神バス、徳島バス〕
  - 愛称は運行会社別に名乗っており、南海バスはサザンクロス。
  - 明石海峡大橋開通前は、阪神、南海、徳島バスの三社運行であり、大磯港 - 淡路フェリーボート（現在は廃止）にバスごと乗り込んでいた。

#### 他社運行便
なんば高速バスターミナル、堺駅、堺東駅、泉ヶ丘駅に乗り入れる他社運行便についての案内リンクが南海バスの高速バスホームページに掲載されている。
- 子会社による運行（2025年1月現在長期運休中）
  - 東京線（和歌山・和泉中央・湊町バスターミナル(OCAT)・なんば高速バスターミナル・京田辺 - バスタ新宿・東京駅・新木場駅） 〔南海ウイングバス単独運行〕
    - 2016年12月11日まで「ドリームなんば・堺号」と「ドリーム和歌山号」として運行していた路線を翌日より統合したもの。元はJRバス関東や西日本JRバスも運行に関わっていた。統合に伴い「ドリームなんば・堺号」を運行していた南海バス本体は撤退し、「ドリーム和歌山号」と同じく南海ウイングバス南部・御坊南海バス（2021年3月30日をもって撤退）の運行となった。
    - なお、「ドリーム和歌山号」は元は南海バス本体と東急バスと共同運行の渋谷 - 和歌山線（東急バスはミルキーウェイの愛称）であった。
    - 新木場行きのみ池尻大橋駅に停車する。
- 予約・発券の取扱あり
  - なんば - 南あわじ - 高松 「フットバス(FOOT BUS)大阪うどん線」 （旧「たかなんフットバス(FOOT BUS)」 ）〔高松エクスプレス〕(昼行)
    - 当初は南海バスとの共同運行便であったが、高松エクスプレスによる単独運行に移行後も大阪側の予約・発券業務を担当している。
- 予約・発券の取扱なし
  - 大阪 - 岡山・倉敷・玉野 「吉備エクスプレス大阪号」 〔両備ホールディングス、下津井電鉄、JRバス中国〕（昼行）
  - 大阪 - 阿南・室戸 「エディ(EDDY)」 〔徳島バス〕（昼行）
  - 奈良・大阪 - 新宿・池袋 「ドリームスリーパー 東京大阪・奈良号」 〔奈良交通・関東バス〕（夜行）
  - 和歌山 - 横浜・上野・千葉「サウスウェーブ号」〔和歌山バス[46]・成田空港交通〕（夜行）

#### 過去の路線

##### 撤退路線
路線の主な経由地、共同運行会社は撤退時点のもの。
- 共同運行から撤退後、他社により運行継続されている路線
  - 堺東・なんば - 岡山・倉敷 （サザンクロス号） 〔両備バス〕
  - 和歌山・泉佐野 - 西船橋・TDL （サザンクロス号） 〔京成電鉄、和歌山バス〕
  - なんば - 高松 （たかなんフットバス） 〔高松エクスプレス〕
- 共同運行から撤退後、休廃止となった路線
  - なんば - 富山 （サザンクロス号） 〔富山地方鉄道〕
  - 堺・なんば - 鹿児島 （サザンクロス号） 〔林田バス→林田バス・近鉄バス・鹿児島交通〕

##### 休廃止路線
- 堺・なんば・神戸 - 佐世保・ハウステンボス 〔西肥自動車〕
- 堺・なんば - 新宿・東京 「ドリームなんば・堺号」 〔西日本ジェイアールバス、ジェイアールバス関東→南海バス単独運行〕
  - 当初はドリーム堺号（堺 - 新宿・東京）とドリームなんば号（なんば高速バスターミナル - 東京）が西日本ジェイアールバスおよびジェイアールバス関東と共同で運行されていたが、その後両路線は統合された。
  - 2016年12月11日をもって路線廃止。南海ウイングバス南部の単独運行のサザンクロス和歌山号（東京線）に事実上統合された形になっている（現在、堺市内での乗降扱いはない）。
- なんば - 志賀高原 （サザンクロス号、ナガデンエクスプレス） 〔長野電鉄〕
- 堺 - 松山 （サザンクロス号） 〔西日本JRバス、四国旅客鉄道〕
- なんば - 福井・芦原温泉 （サザンクロス号） 〔京福電気鉄道（現京福バス）、福井鉄道〕
- 堺東 - 筑前前原 （サザンクロス博多号） 〔西日本JRバス、昭和自動車、九州旅客鉄道〕
- あべの橋・なんば - 広島 （サザンクロス号） 〔中国JRバス→南海バス単独運行〕
- 銚子線（USJ・なんば・大阪駅・京田辺・京都駅 - 秋葉原・四街道・成田空港・銚子）〔千葉交通〕
- 鶴岡・酒田線（USJ・なんば・大阪駅・京田辺・京都駅 - 鶴岡・酒田）〔庄内交通〕

### リムジンバス

#### 自社単独運行路線
- 河内長野駅・金剛駅・泉北ニュータウン・和泉中央駅 - 関西国際空港
  - 愛称は「Sorae」。関西空港の開港にあわせ、関西空港・泉ヶ丘駅間で運行を開始した。その後金剛駅への一部便の延伸や河内長野駅への乗入れを開始し、一部路線では経路・経由地の追加・変更等も行われ、現在に至る。
  - なお、当路線では2016年9月1日よりPiTaPa(他の主要な交通系ICカードの全国相互利用サービスにも対応)が導入され、その後「なっち」も利用可能となった[22]。

#### 共同運行路線
これらの路線についての案内は関西空港交通の公式ホームページに掲載されている。
- 関西国際空港 - 姫路駅〔関西空港交通、神姫バス〕
- 関西国際空港 - 徳島駅前〔関西空港交通、徳島バス、本四海峡バス〕
- 関西国際空港 - 高松 〔関西空港交通、四国高速バス、JR四国バス〕（2025年1月現在長期運休中）
- 関西国際空港 - 岡山 〔関西空港交通、両備バス〕（2025年1月現在長期運休中）

#### 過去の路線

##### 撤退路線
2016年4月1日に担当便の全便を同じく南海グループの関西空港交通に移管し、撤退した。
- 共同運行から撤退後、他社により運行継続されている路線
  - 関西国際空港 - 西宮〔関西空港交通・大阪空港交通・阪神バス〕
  - 関西国際空港 - 茨木〔関西空港交通・大阪空港交通・近鉄バス〕（2025年1月現在長期運休中）
  - 関西国際空港 - 南港・USJ〔関西空港交通・阪神バス・近鉄バス〕
  - 関西国際空港 - 大和八木〔関西空港交通・奈良交通〕（2025年1月現在長期運休中）

##### 休廃止路線
- 伊丹空港 - 泉北(光明池・泉ヶ丘)〔大阪空港交通〕
  - 2006年5月10日廃止 （同年5月9日まで運行）
- 関西国際空港 - 津山駅〔関西空港交通〕〔神姫バス〕[48]
- 関西国際空港 - 名古屋（名鉄BC）〔関西空港交通〕[49]
  - 2015年3月31日廃止
- 関西国際空港 - 中もず・堺東・堺(一部便はりんくうタウン駅経由)
  - 2010年10月運行開始・2015年8月31日廃止
- 金剛・泉ヶ丘・和泉中央 - りんくうプレミアム・アウトレット「りんくうプレミアム・アウトレット号」（土日祝のみ運転）
  - 2012年1月21日運行開始。Sorae（泉北・河内長野空港線、堺東空港線）のりんくうタウン（りんくうタウン駅前・りんくうプレミアム・アウトレット前※泉北・河内長野空港線のみ）経由化に伴い運行終了。

### 深夜急行バス
2025年1月現在長期運休中となっている。
- 梅田・なんば - 堺東・泉北ニュータウン・和泉府中
- 梅田・なんば - 金剛・河内長野・林間田園都市
- 中百舌鳥・深井 - 泉北ニュータウン・和泉府中
  - 愛称はないが、南海深夜急行バスと呼ばれている。

#### 休廃止路線
- 梅田・なんば - 金剛・狭山ニュータウン・河内長野 （南海深夜急行バス）
  - 2008年1月15日に廃止された（運行は同年1月11日まで）が、2009年12月1日に一部経路を変更、美加の台駅・林間田園都市駅まで延長し復活。

### コミュニティバス

#### 現行路線
- おでかけ応援バス（堺市）- 「おでかけ応援カード」を持つ65歳以上の堺市民は、1乗車100円で堺市内を発着する南海バス・近鉄バス・阪堺電車を利用できる[50]。
- めぐ〜る （和泉市）
- 大阪狭山市循環バス （大阪狭山市）
- モックルコミュニティバス （河内長野市）
- 日野・滝畑コミュニティバス （河内長野市）
- 金剛ふるさとバス（富田林市、太子町、河南町、千早赤阪村）

#### 廃止路線
- 堺市ふれあいバス （堺市） - 美原区を除く。2013年6月末日で廃止[51]。
- みはらふれあい号 （堺市）- 美原区のみ、近鉄バスと共同運行。2013年6月末日で廃止[51]。

### オンデマンドバス
泉北ニュータウン地域で2023年より南海電気鉄道が行っているAIオンデマンドバス実証事業「NANKAIオンデマンドバス」の運行を行っている。

## 車両

### メーカー
日野自動車製が過半数を占め、次いで三菱ふそう製が多く、これに少数の日産ディーゼル（当時、現「UDトラックス」）製が加わる構成。各社とも西日本車体工業製の車両が在籍する。日産ディーゼル製の小型車も在籍するが、現在では特殊用途にのみ使用されている。
過去には、堺・東山・河内長野・空港の各営業所と南海ウイングバス南部、南海ウイングバス金岡の担当営業所は日野車、泉北・光明池営業所は三菱車と、車両のメーカーが営業所によって住み分けられていたが、近年は全ての営業所に両社の車両が存在している。
1990年代はシャトルバスの他、河内長野・泉北両営業所で3扉車が購入されるなどしたが、一般路線では淡路交通や京阪バスから中古車両を購入して一時を凌ぐなど、一部の車両を除いて車両更新には消極的であった。しかし、高齢者、身体障害者等の公共交通機関を利用した移動の円滑化の促進に関する法律（交通バリアフリー法）や大阪府下での自動車排出ガス規制の施行に伴い旧型車を廃車せざるを得なくなったことから、2002年頃より新型のバスを相次いで購入し、府下全体（子会社を含む）で現在までに700台もの車両の置き換えを行っている。
過去にはいすゞ製も極めて少数配置されており、小型車のいすゞ・ジャーニーQが堺営業所に存在していたが、1996年以降日野・リエッセによって置き換えられ、廃車となった。また、淡路交通から購入したいすゞ・キュービックが一時在籍していたが、キュービックの全廃によりいすゞ車は一旦配属がなくなった。
その後、2010年にいすゞ・エルガCNG車を2台購入したことで、いすゞ車の配置が復活した。ただし、統合車種の日野・ブルーリボンIIは導入されている。また2015年頃より空港営業所にエルガノンステップが配置されているほか、いすゞ製ワンロマ車の配置もある。
2016年には、はとバスでの運用を終えたバンホール社製のアストロメガを譲り受けた。
2022年3月、三菱UFJフィナンシャル・グループから企業版ふるさと納税を活用した寄付により、空港営業所にて「MUFG」のラッピング広告入り水素燃料バス（トヨタ・SORA）の運行を開始した。

### 一般路線車
一般路線車は製造年次や使用路線などにより様々なバリエーションがある。一般的な2扉（ノンステップ・ワンステップは前中扉、ツーステップは前後扉）のほか、かつては関西空港内でのシャトルバスや河内長野市内での路線に一部3扉車が在籍し、3扉車の場合、ツーステップ車が一般的な時代は中扉を、現在では後扉を平時は締め切りにして運行していることが多かったが、現在では3扉車は姿を消した。初期に導入されたノンステップバスにも3ドア車が在籍していた。側面窓も導入時期により様々で、メトロ窓、逆T字窓、上下2段窓とある。後述のシャトルバス・コミュニティバス以外はLED幕装着のワンステップバス（一部ノンステップバスあり）にほぼ統一されている。ただし一部の営業所ではツーステップ小型車の日野・リエッセが定期運用されているところもある。近年では堺営業所を中心にCNGノンステップバスが導入されつつある。路線車は近年、大型車より中型車の比率が高くなってきている。
路線車の標準塗装は、白に赤とオレンジのカーブラインを裾に描いたデザインで、南海電鉄がCIを導入した1990年代に採用された。なおノンステップバスの場合は車体前面・側面・後面にそれぞれ青字の「Non-Step」のロゴが、ワンステップバスには前面オレンジ帯部分に「ワンステップBus」の白抜きのロゴが、アイドリングストップ車は後面と乗り口部分に小型のロゴがそれぞれ掲載される。
それ以前は、車体に大きくオレンジと赤の「N」のイニシャルが入ったデザインだった。さらに前は当時の南海電車の塗装と同じ緑を基調としたデザインであった。

#### シャトルバス・コミュニティバス用車両
同社路線バスでも特徴的なのが、シャトルバス・コミュニティバス用の車両といえよう。「堺シャトル」（堺駅 - 堺東駅）には、ハイバックシート・固定窓・観光マスクを持った専用の日野・レインボーHRが運用されてきたが、2016年3月に日野・ブルーリボンハイブリッドに置き換えられた。この車両は全国でも初となるフルカラー・フルドットタイプのLED表示器を搭載している。これ以前にも、観光マスクを持った日野レインボーRJが導入されていたほか、増備車に1台だけ路線マスクを持つ同車種が配備されていた。先代の車両のうち、基本車両はワッショイ2000用輸送に使用後、一部が南海りんかんバスに転属した後に早期に廃車となったが、増備車は東山営業所→泉北営業所と転属し、近年まで一般路線用として活躍を続けた。この車両は（若干デザインは違うが）大阪府下最後のNカラー塗装一般車両であった。
泉ヶ丘駅 - 近畿大学病院 - 金剛駅を結ぶ「泉北コミュニティバス」（一般に言われる自治体委託のコミュニティバスとは異なる）には、堺シャトル同様ハイバックシート・固定窓を採用した専用のブルーリボンIIノンステップバスが使用される。この車両以前は、三菱ふそう・エアロスターノーステップ車が使われていた。
また、かつて運行されていた堺東駅 - 西区役所前間の「鳳シャトル」には、運転開始当初はワンステップバスが使われたが、2003年にはノンステップバス（いずれも日野・ブルーリボンシリーズ）への置き換えがなされた。2006年には南海バスでは初のハイブリッドバスが導入された。元「鳳シャトル」用のワンステップバスは、空港営業所→南海ウイングバス南部泉南営業所→南海りんかんバスと転属し、現在は一部の車両が南海りんかんバスに残るほかは売却された。
いずれもオリジナルの塗装が採用されており、堺シャトルは金色に異人のイラストが描かれている。また泉北コミュニティバスは赤、青、黄、緑の四色が存在する。かつて運行されていた鳳シャトルの車両は青、赤、黄の3色が存在し、鳳シャトルの運行が終了した現在でもそのままの色で光明池営業所や堺営業所管内の一般路線に充当されている。
自治体のコミュニティバスは、それぞれの都市によって異なる。基本的には担当営業所に関わらず日野車の小型車が配属されているが、泉北エリアでは三菱製の小型車も存在するが日野車に置き換えられつつある。

#### 仕様
特に日野車には特殊仕様の車両が数多く存在し、前述のシャトルバス用の他、3扉タイプツーステップ・ノンステップのブルーリボン、後部にクーラーを増設し外観が多少変更されたレインボー、かつて存在した南港線用にハイバックシートを搭載したワンロマ仕様のブルーリボン、シートベルトを搭載し座席を増やした準ワンロマ仕様のブルーリボンシティ、自家用として購入したツーステップのブルーリボンII、CNGエンジン改造車のブルーリボンII（これとは別にメーカー純正のいすゞ・エルガCNG車も導入）などが存在する。
車内の座席は、以前は旧塗装時代はグレーに赤・青のストライプが入った座席 であったが、後に濃いグレーに黒のチェック柄へと変貌し、更に表示装置がLED化した車両より現行の青地にカラフルな模様の入ったモケットに変わっている。
系統番号制導入以後、方向幕装備車は、乗継制度を導入している路線（かつて同一路線として運行されていた系統が分割されたものが多い）の方向幕を青地白抜き、それ以外の路線を白地青文字で表示している。しかし現在では大半を占めるLED車では両者の区別が無くなっている。また最近では鳳シャトル車と堺シャトル車を中心にフルカラーLEDも導入されつつある。

### 高速・空港路線車
堺南港線は一般路線に分類されているが、路線経路に阪神高速湾岸線を含む関係上、車両のみ高速・空港路線車が使われる。本事象は道路交通法(高速道路走行中は乗客もシートベルト着用義務が発生する)に準拠するための措置で、標準車両の乗客用シートにシートベルトを装着した車両を持たない南海バスとしては、やむを得ない措置と言えよう。なお後述するが、現南港線開通前に土日のみ運行していた旧南港線では、専用カラーでワンロマ・ハイバックシートの一般路線車を使用しており、後年に同路線が運休すると、一般塗装に変更の上で一般路線車や深夜バスに使用された。この車両は排気ガス規制により除籍され現存しない。2012年度の新型車両ではワンロマ仕様のワンステップバスが増備され、2011年に復活した堺南港ATC線での運用にも就いている。
高速路線車は、「サザンクロス」の愛称を持つ。一般路線用では旧塗装といえる「N」のイニシャルが入ったデザインで、「SOUTHERN CROSS」のロゴと南十字星のマークが描かれる。こちらのバスは夜行高速バスと昼行の徳島便の一部に使われている。なおドリームなんば・堺号専用の車両としてダブルデッカーも存在する。
空港路線車には、「Sorae（ソラエ）」という愛称を付けた、白と青の濃淡をまとったデザインが用意される。一部は昼行高速（高松便と徳島便の一部）に用いられるほか、Soraeのロゴが入らないもの、また一般路線車の中にも空港路線塗装を施したものがある。関西空港開港当初は、多客期などに「サザンクロス」車両や一般路線車と同じ塗装の車両が運行されることもあった。
「Sorae」及び四国線昼行車の車両は日野・三菱・日産ディーゼルの車両が万遍なく配置されているのに対し、「サザンクロス」車両は1990年代以降三菱車のみの導入が続き、2007年に日野・セレガが導入されるまでの数年間は、全ての車両が三菱製に統一されていた。
このほか、空港内での輸送用にはラッピングバスなども在籍している。

### 廃車車両の譲渡
同社は2003年以降、大阪府内全域が排出ガス規制強化地域「大阪府生活環境の保全等に関する条例」に指定されたことなどから、おおむね12年程度で更新している。そのため、同社で役目を終えた車両は全国の地方事業者に譲渡されている。
主な譲渡先は、塗装を変更しない場合は南海りんかんバス・熊野御坊南海バスへ、塗装を変更した場合は和歌山バス・和歌山バス那賀・徳島バスの南海グループ各社ほか、帝産湖南交通・ジェイアール四国バス・JRバス中国・芸陽バス・因の島運輸・熊本電気鉄道・九州産交バス・琉球バス交通・沖縄バス・那覇バス・東陽バス・やんばる急行バス・福島交通・会津乗合自動車・日立電鉄交通サービス・北海道中央バス（ワンステップ車のみ）・防長交通などのグループ外の事業者にも大量に譲渡されている。また、一部の車両はミャンマーなど国外にも輸出されている。

### 車両ギャラリー

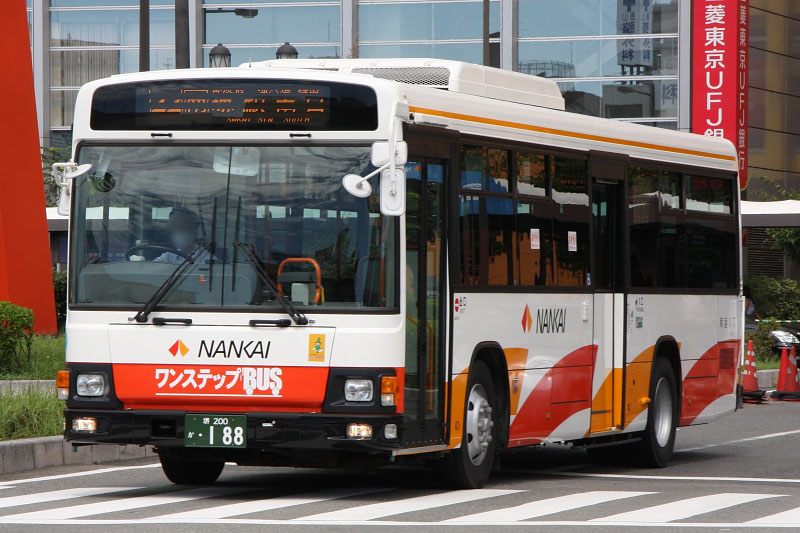
南海バスの一般路線用車両
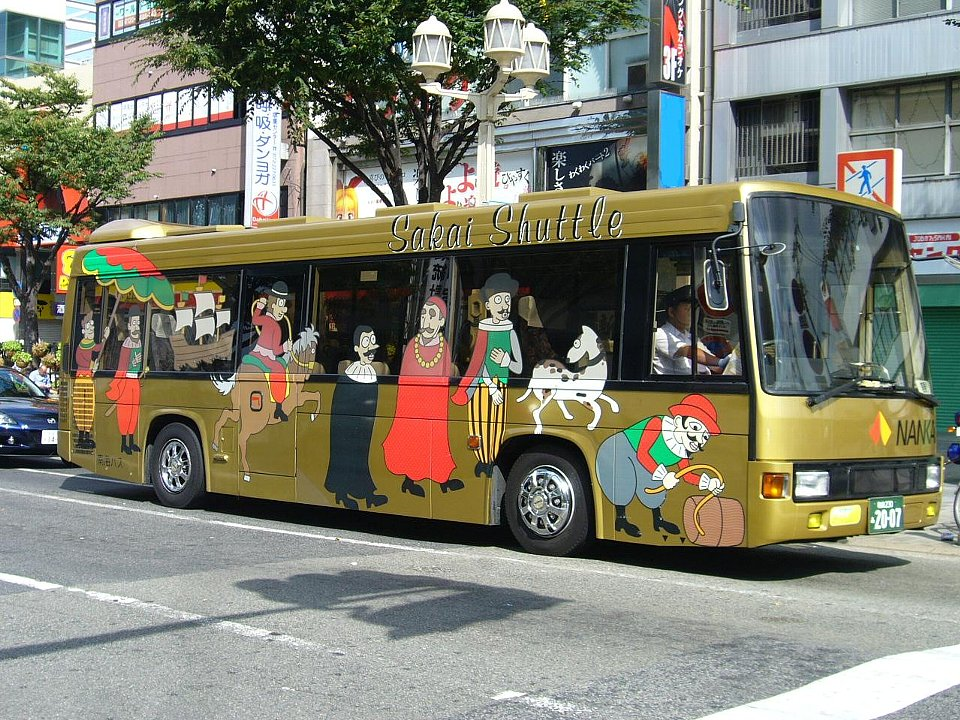
「堺シャトル」塗色
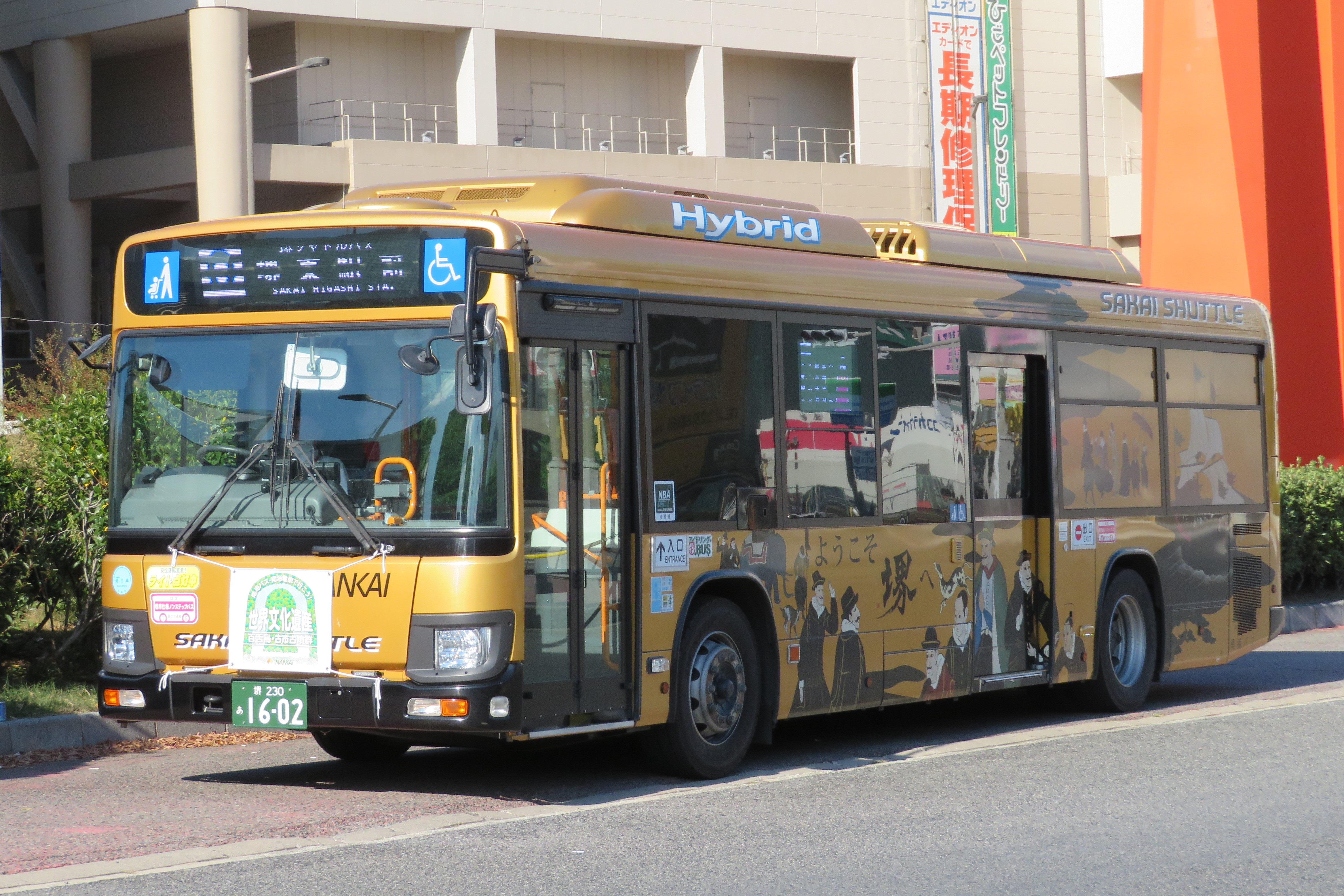
「堺シャトル」塗色
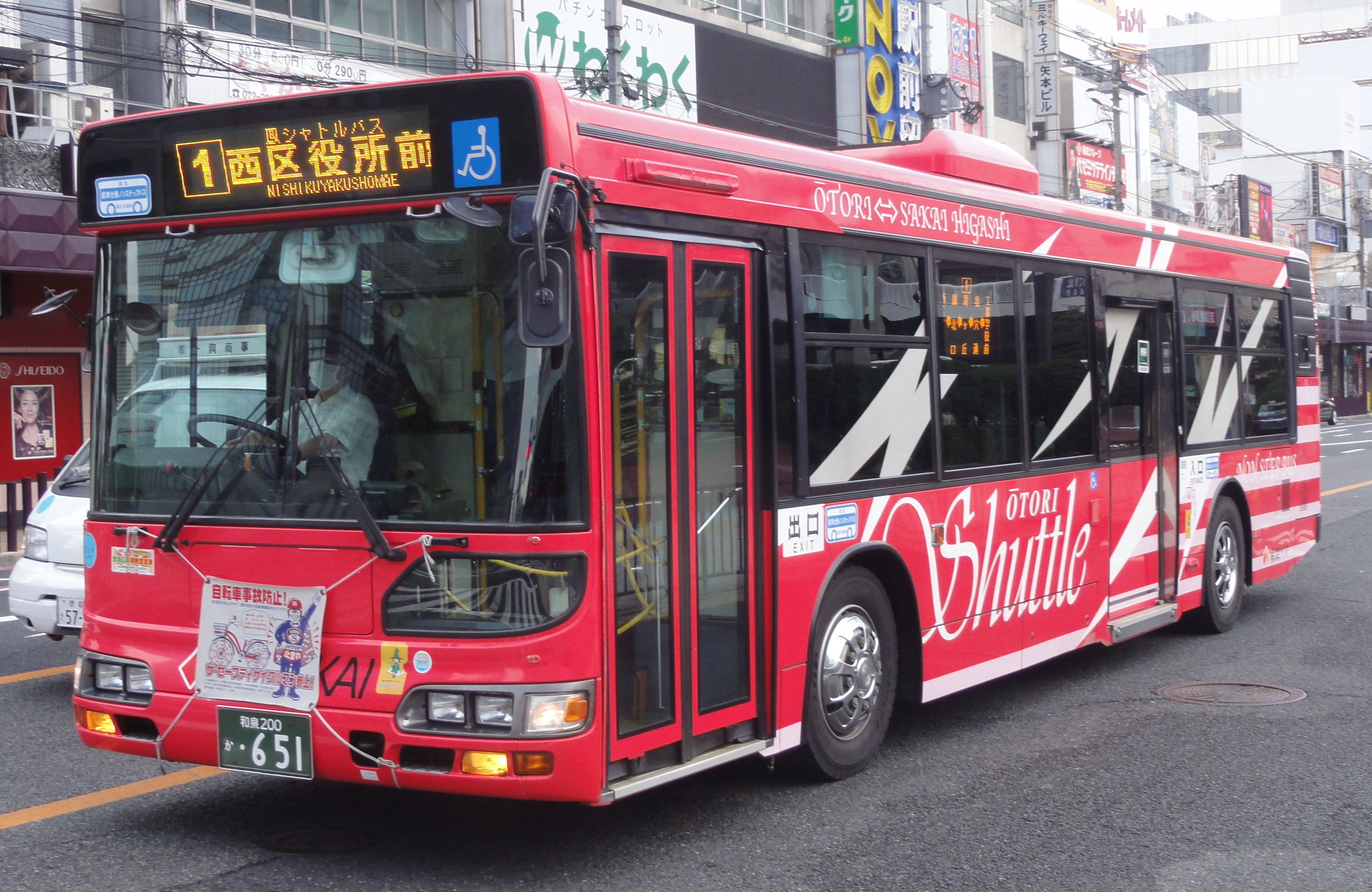
「鳳シャトル」赤塗色
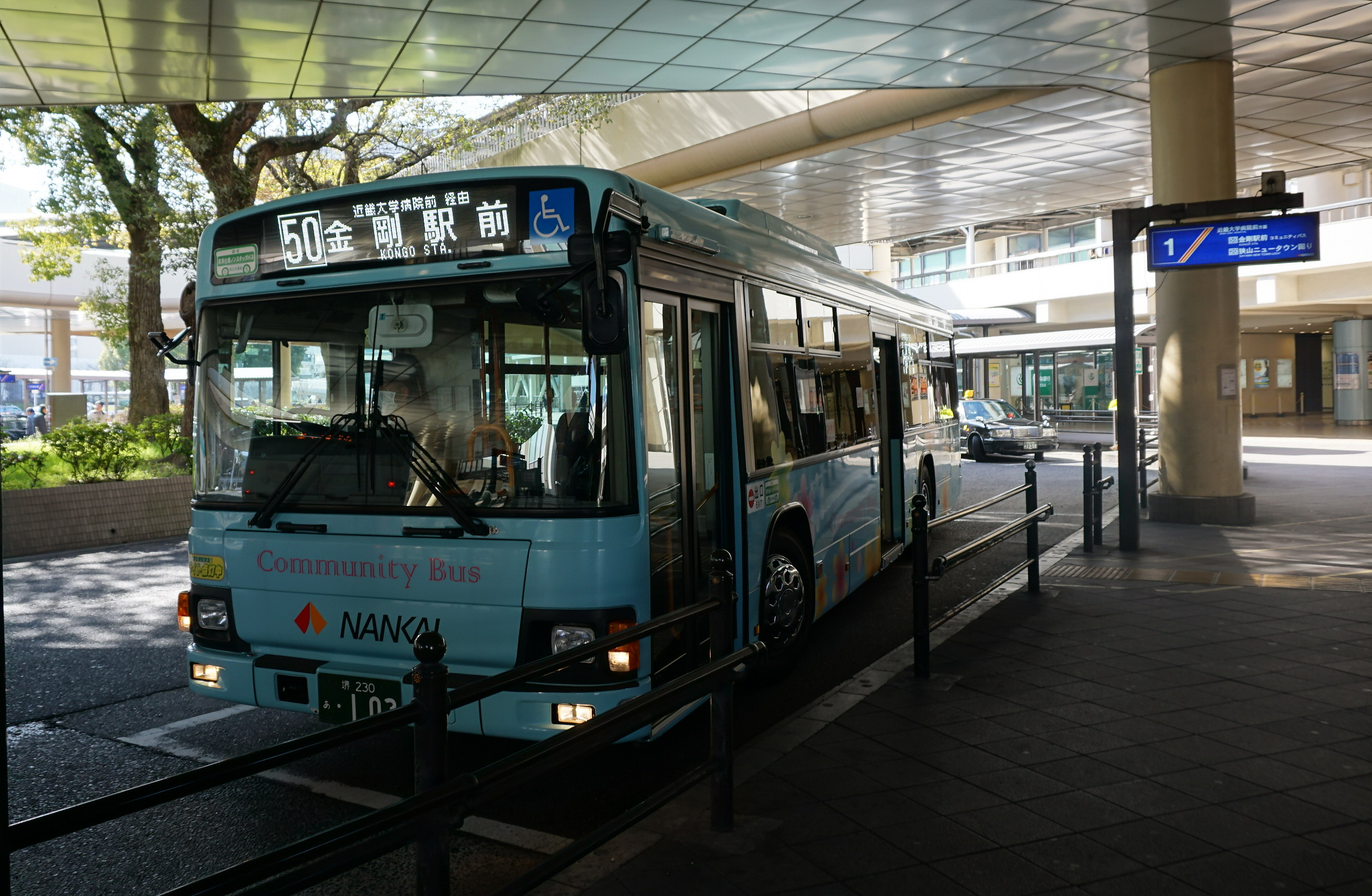
「泉北コミュニティバス」青塗色
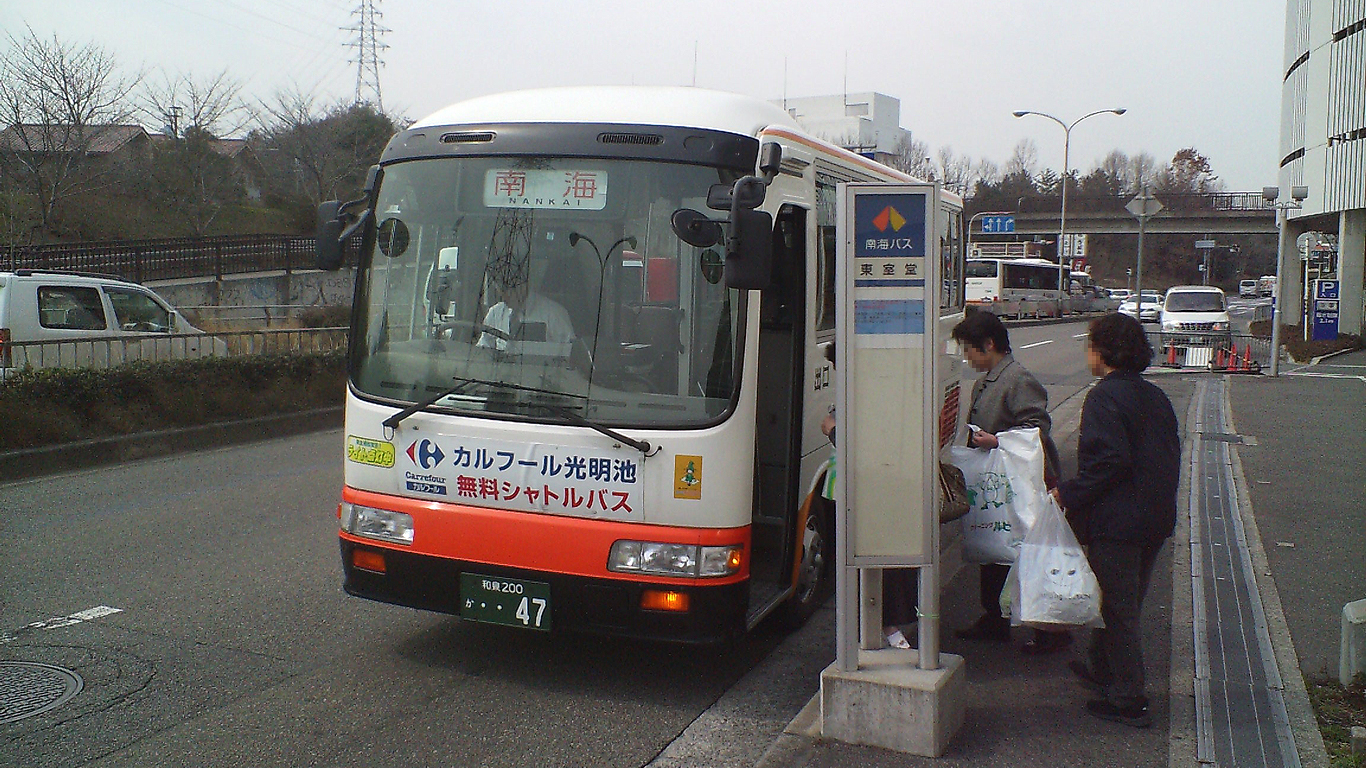
企業などから委託される送迎バスも運行する事がある。
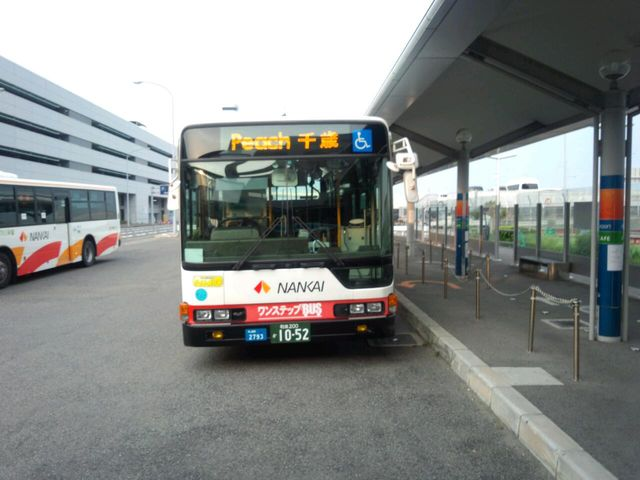
2012年10月27日まで関西国際空港にてピーチ航空の搭乗時に搭乗客を飛行機まで輸送していた空港営業所所属の車両
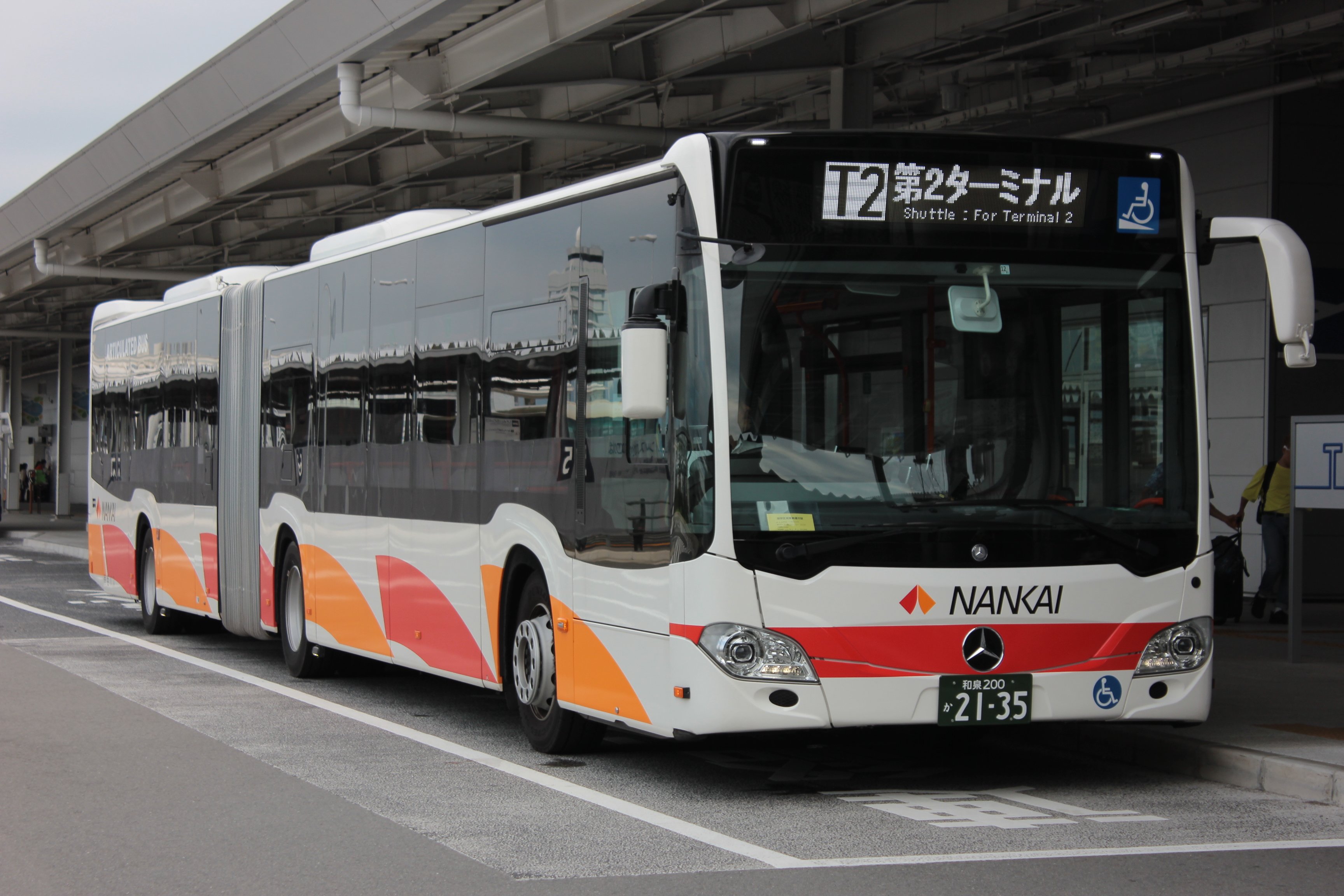
関西国際空港のシャトルバス
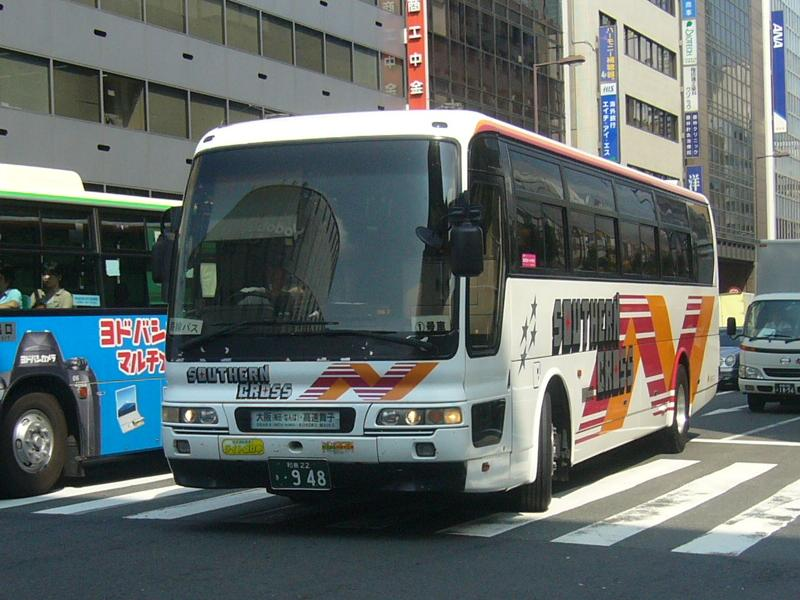
高速バス昼行用車両
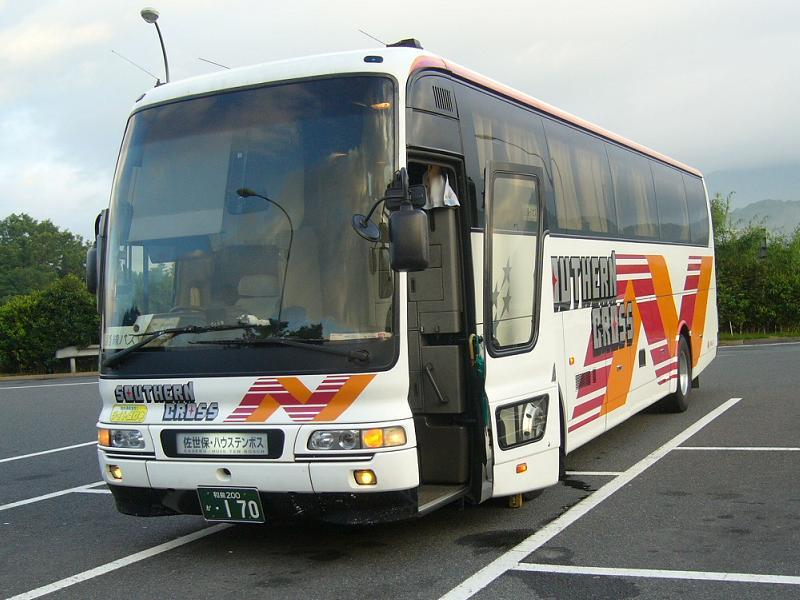
高速バス夜行用車両
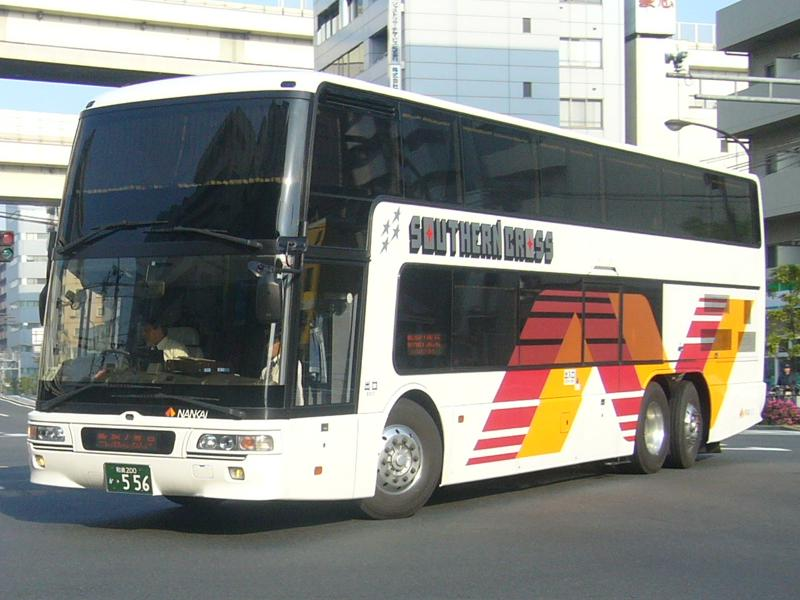
高速バス堺・なんば - 新宿・東京線に投入されるダブルデッカー車両
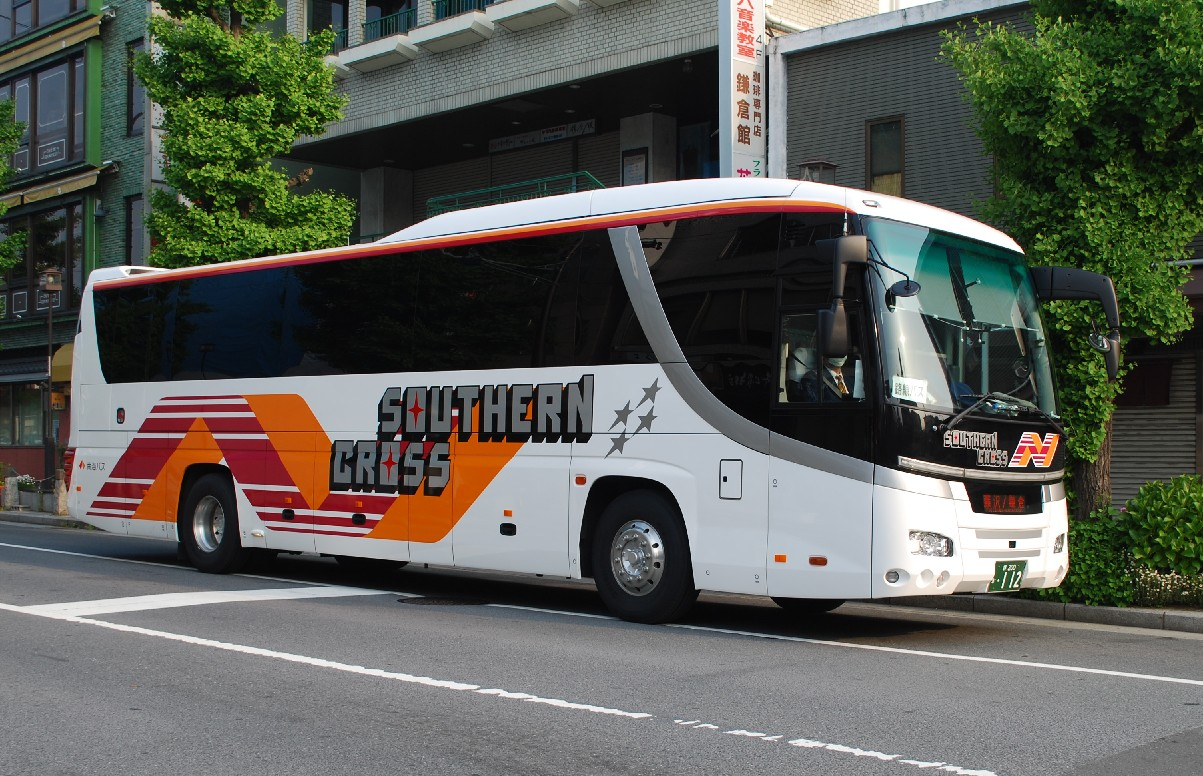
高速バス堺・なんば・京都 - 鎌倉・藤沢線に投入される日野・セレガ
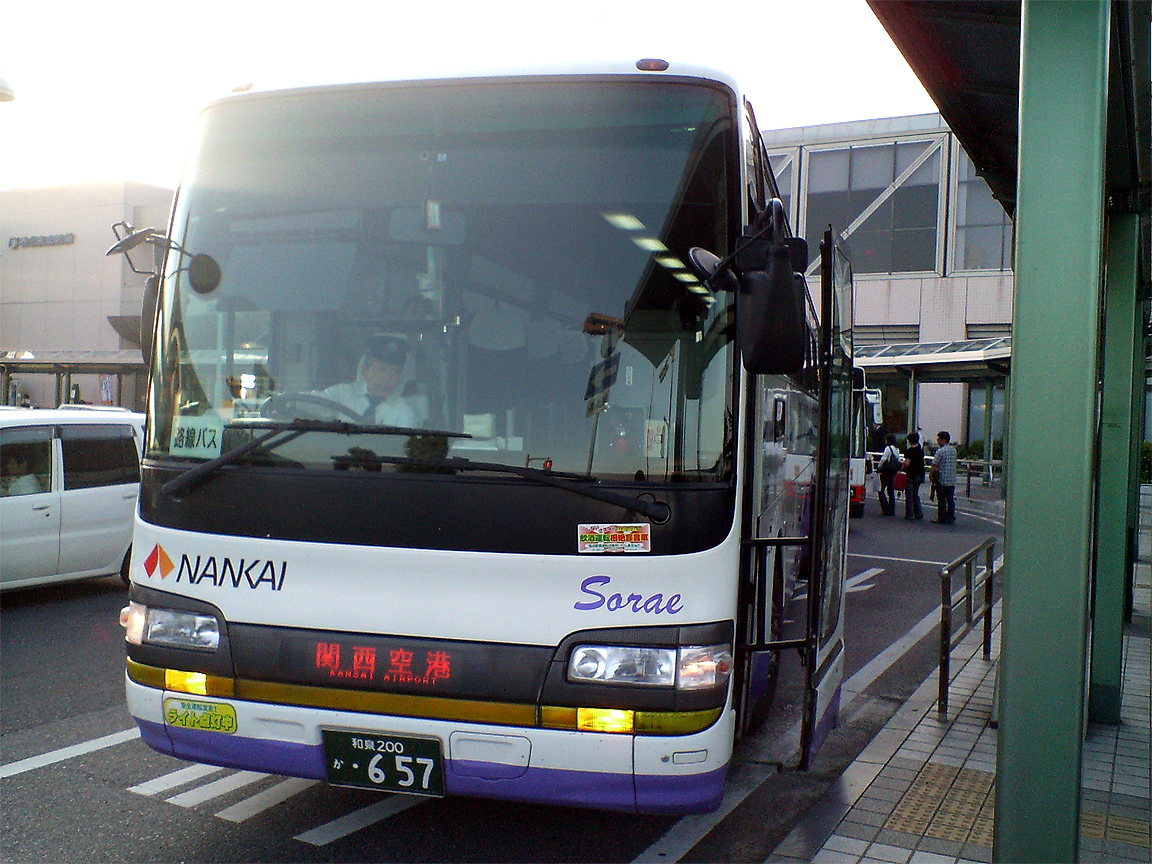
関西国際空港行きリムジンバスSorae
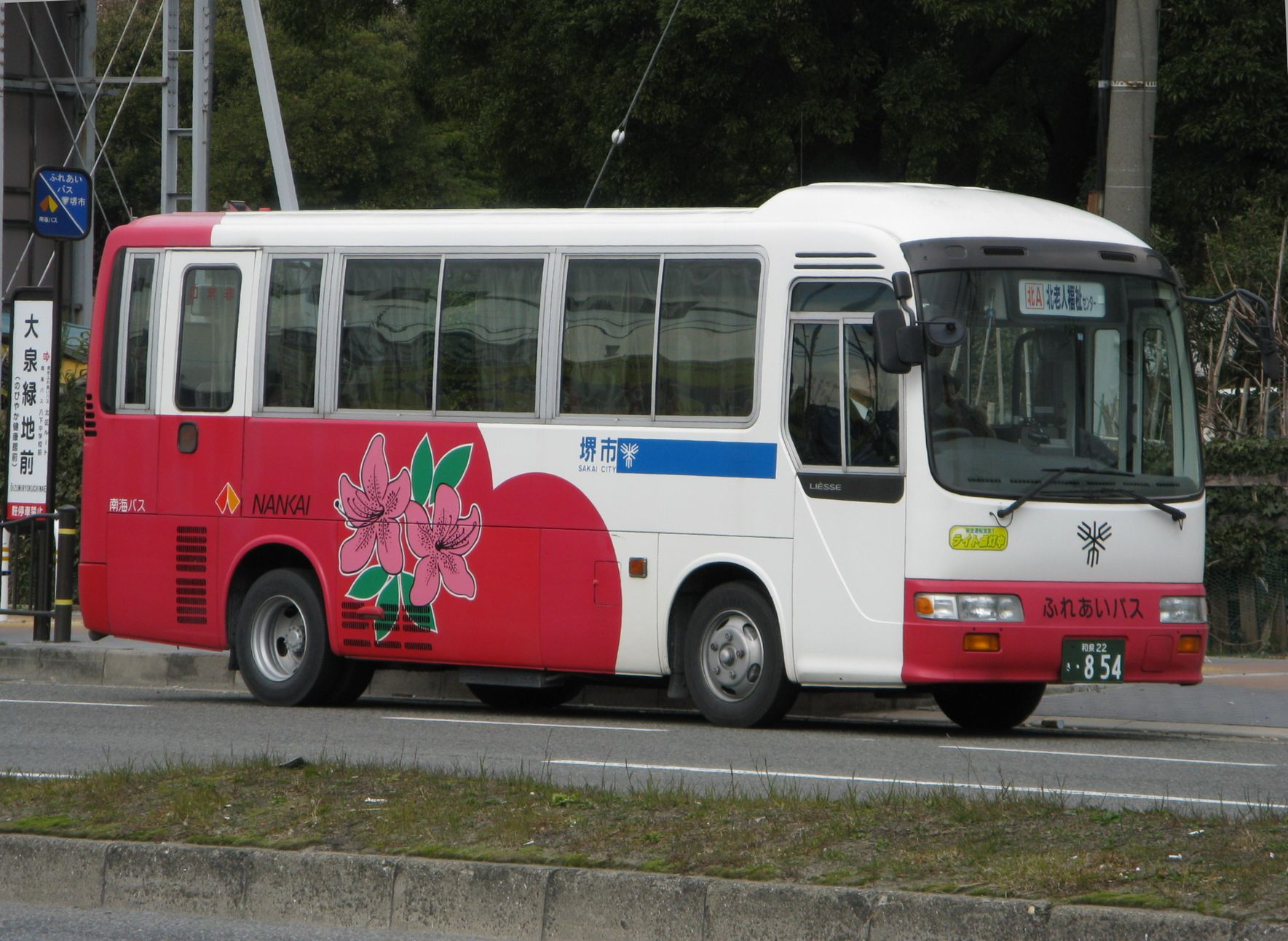
堺市ふれあいバス
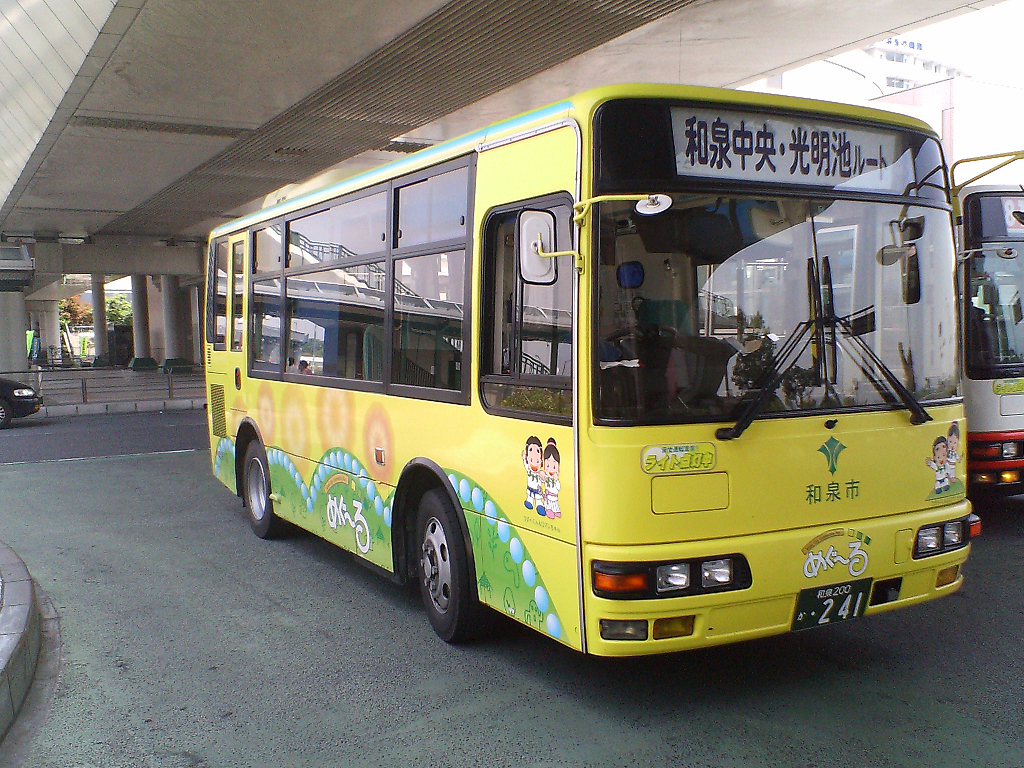
めぐ〜る
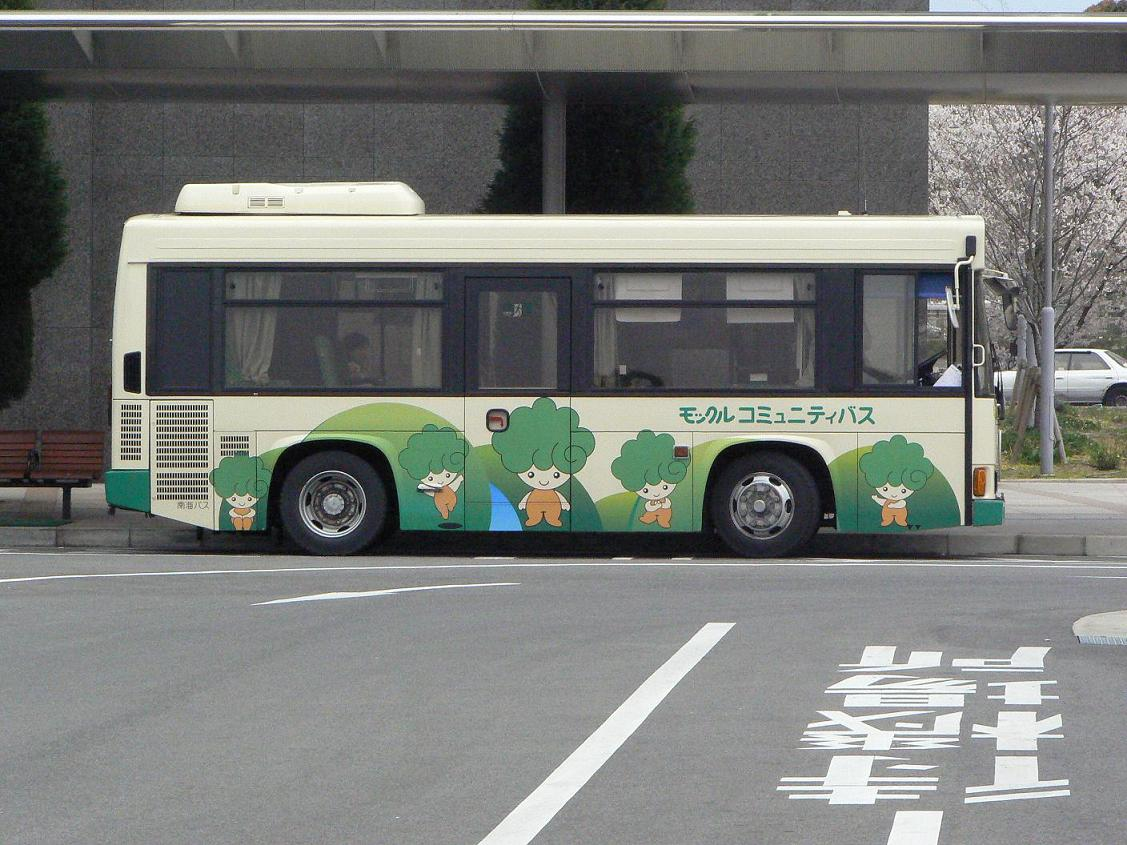
モックルコミュニティバス
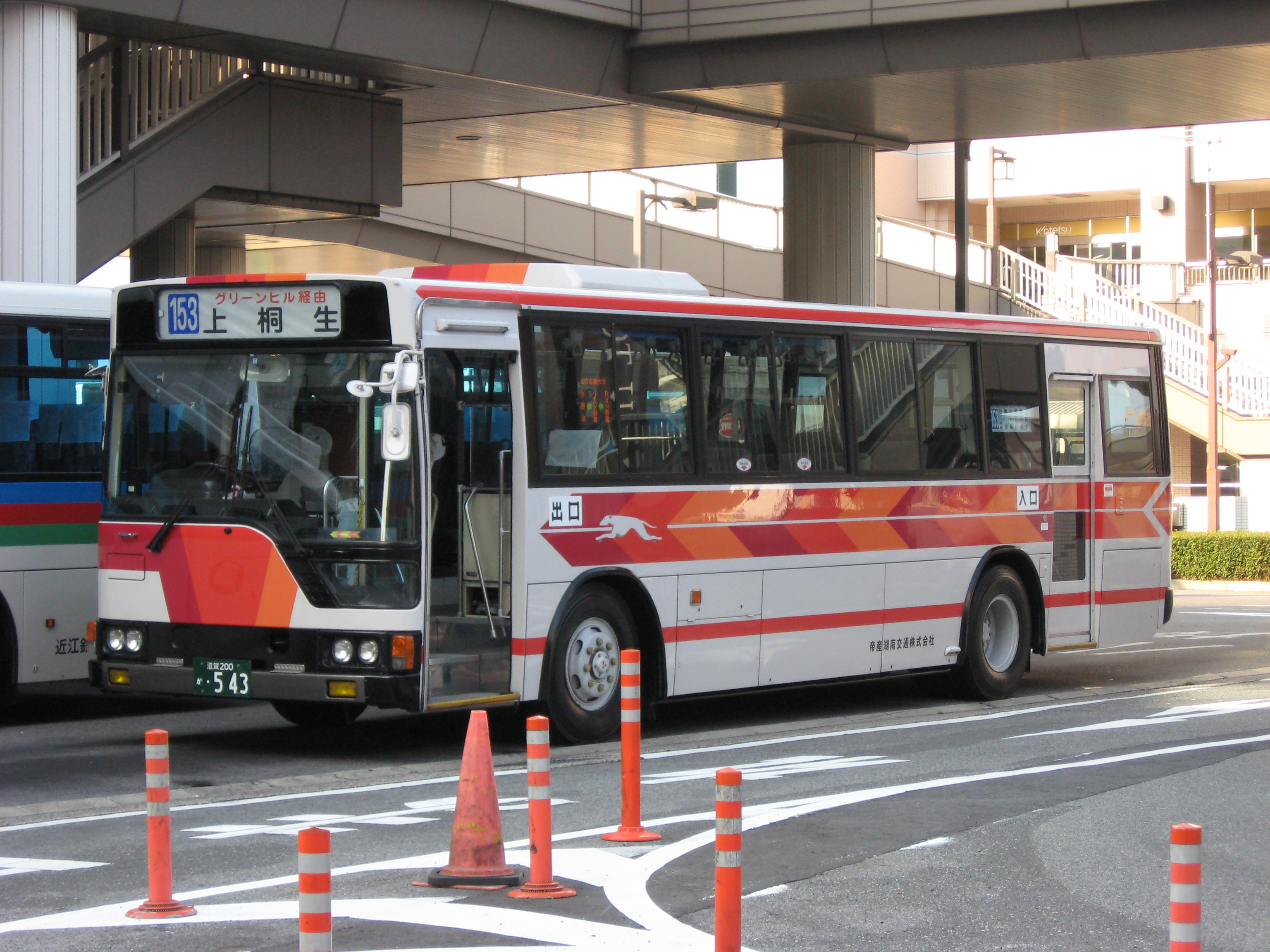
帝産湖南交通へ移籍した三菱ふそう・エアロスター
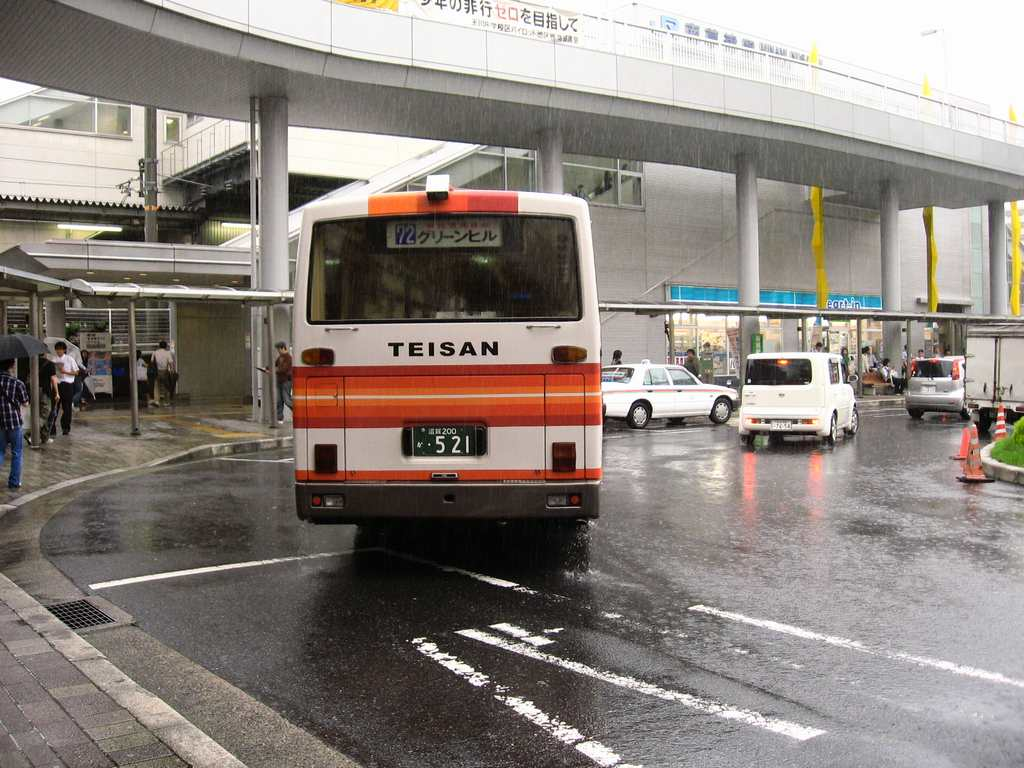
帝産湖南交通へ移籍した日野・レインボー

## 関連会社
- 南海バスの子会社
  - 南海ウイングバス
  - 南海ウイングバス金岡 - 2022年に南海ウイングバス南部（同時に社名を南海ウイングバスに変更）に合併されたため現存しない。
  - 関西空港交通 - 南海電鉄と航空3社(ANA・JAL・旧JAS)の出資で設立。南海電鉄の完全子会社を経て、現在は南海バスの完全子会社。
- 南海バスとは別に、南海電鉄から分離された会社。特に和歌山県内では南海系のバス会社が多い。
  - 和歌山バス （旧和歌山営業所、海南営業所、和歌山市近郊）
  - 和歌山バス那賀 （和歌山バスの子会社、旧那賀営業所、JR和歌山線沿線周辺）
  - 南海りんかんバス （旧橋本営業所、旧高野山営業所、橋本市・高野山など）
  - 南海観光バス - 事業譲渡のため現存しない。事業はクリスタル観光バス（大阪）を経て近畿観光バス→大阪バス近畿（大阪バス・東京バスグループ）に。
  - 当初から南海電鉄の子会社である南海白浜急行バスの解体に伴い誕生した会社。かつて南海バスが電鉄の自動車部門だった時代（南海電鉄バス）に「南海バス」を名乗っていた時期がある。
    - 御坊南海バス （御坊市周辺） - 現在は同じく南海電鉄子会社の熊野交通（那智勝浦町、新宮市周辺）と合併し熊野御坊南海バスとなっている。
    - 和歌山南海観光バス - 事業譲渡のため現存しない。のちのクリスタル観光バス（和歌山）。
- 南海電鉄と1961年に資本提携した徳島バスの系統。現在は南海の関連会社を経て子会社となっている。
  - 徳島バス （徳島市近郊）
  - 徳島バス南部 （海部郡周辺）
  - 四国交通 （徳島バスの子会社）
- その他の事業者
  - 帝産湖南交通 - 南海系列では無いが、中古車が転属されている。
  - 明光バス - 近鉄グループだが、南海も株を保有。
  - 中日臨海バス - 南海ウイングバス南部の不採算路線（多奈川線）を譲渡。